# Wilhelmine av Kurland
Prinsessan Katharina Friederike Wilhelmine Benigna av Kurland, hertiginna av Sagan, född 8 februari 1781 i Mitau i Hertigdömet Kurland, död i 29 november 1839 i Wien i Kejsardömet Österrike, var en medlem av den balttyska adeln, monark som regerande hertiginna av Żagań och regerande grevinna av Náchod 1800–1839.

## Biografi
Wilhelmine var dotter till hertig Peter von Biron av Kurland och Dorothea von Medem. Hon var 1800–1805 gift med den franske adelsmannen prins Louis de Rohan-Guémenée (1768–1836), 1805–1806 med den ryske furst Vasily Troubetzkoy (1776–1841) och 1819–1828 med den tyske fursten Karl Rudolf von der Schulenburg (1788–1856). Hon är känd för sitt kärleksliv, främst för sitt förhållande med den österrikiske politikern Klemens von Metternich.
Wilhelmines far blev 1795 avsatt som hertig av Kurland och familjen flyttade till hertigdömet Żagań i Schlesien, som de hade köpt 1786. Vid faderns död år 1800 blev hon monark i Żagań. Hon beskrevs som vacker, intelligent, verbal och bildad i historia och filosofi. Hon fick år 1800 ett barn med sin lärare och mors älskare, Gustaf Mauritz Armfelt; dottern Gustava (1800–1881), som föddes i hemlighet i Hamburg. Förlossningen ledde till sterilitet, hon fick lämna bort dottern till Armfelts släktingar i Sverige, och ingick sedan ett äktenskap arrangerat av Armfelt för att undvika skandal. Hon fick aldrig fler biologiska barn, men adopterade flera fosterdöttrar.
Wilhelmine delade sin tid mellan Wien, Prag, slottet Ratibořice i Tjeckien och Żagań. Hon höll en populär salong i Wien och ägnade sig åt kärleksaffärer; bland hennes partner fanns furst Alfred I zu Windisch-Graetz (1810) och greve Karel Clam-Martinic. Hon hade 1813–1815 en relation med Klemens von Metternich (1773–1859), och deras korrespondens finns bevarad. De diskuterade ofta politik, och Wilhelmine kan ha påverkat Metternich i antinapoleonsk anda; koalitionen mellan Preussen, Österrike och Ryssland mot Napoleon slöts i hennes slott Ratibořic.
Wilhelmine var fosterförälder åt författaren Božena Němcová (1820–1862) som skildrar henne i sin roman Babička (Mormodern), en bok som blev så populär att den tjeckiska frasen "paní kněžna" ("en prinsessa") blev synonym med Wilhelmine. Det är möjligt att Božena Němcová var dotter eller systerdotter till Wilhelmine, men detta har aldrig bevisats.